# G2 (래퍼)
G2(본명: 황지투, 1992년 5월 1일 ~ )는 한국의 래퍼이다.

## 출연 작품
- 《Show Me The Money 5》 (2016) - 참가자 (Top 12)
- 《힙합의 민족 2》 (2016) - 고정 출연자
- 《상암타임즈》 (2019)~ - 고정 출연자